# Quartier de Bruxelles
Ne doit pas être confondu avec Liste des quartiers de la région de Bruxelles-Capitale.
Le Quartier de Bruxelles, appelé également Territoire de Bruxelles, désignait sous l’Ancien Régime, une entité juridique et électorale où étaient choisis les représentants aux États de Brabant. C'était également une entité fiscale dans laquelle tant le Souverain que les États de Brabant avaient chacun un receveur. 
Il ne doit pas être confondu avec la Cuve de Bruxelles administrée directement par le Magistrat de Bruxelles, ni avec l'Ammanie de Bruxelles, territoire relevant de la juridiction de l'Amman de Bruxelles, ni avec la Ville de Bruxelles proprement dite limitée par les remparts.
Il y avait dans le duché de Brabant trois autres « quartiers » formant le territoire d’une ville, ceux d’Anvers, de Bois-le-Duc et de Louvain.
Le « Quartier de Bruxelles »  s'étendait sur une superficie plus large que celle de l'Ammanie  de Bruxelles ainsi que de l'actuelle Région de Bruxelles-Capitale.
Peut-être le « quartier de Bruxelles » était-il une survivance de l’ancien comté de Bruxelles[Interprétation personnelle ?].
Il est intéressant de constater que le quartier ou territoire de Bruxelles correspond toujours à ce qu’on appelle actuellement le Bruxelles socio-économique qui dépasse de loin l’actuelle région de Bruxelles-Capitale.

## Composition du Quartier de Bruxelles
Son territoire contient neuf faubourgs et plusieurs mairies.

### Les neuf faubourgs
- Anderlecht.
- Laeken.
- Tervueren.

### Les mairies
- La mairie de Vilvorde comprenant 19 villages.
- La mairie de Merchtem comprenant 21 villages.
- La mairie de Kampenhout comprenant 18 villages.
- La mairie ou marquisat d’Assche comprenant 8 villages.
- La mairie de Kapelle-op-den-Bos comprenant 10 villages.
- La mairie de Rhode-Saint-Genèse comprenant 29 villages.
- La mairie ou baronnie de Grimbergen comprenant 12 villages.
- La mairie de Gaesbeek comprenant 15 villages.
- La mairie de Nivelles, comprenant 16 villages.
- La mairie de Genappe comprenant 39 villages.
- La mairie de La Hulpe comprenant 12 villages.
- La mairie de Mont-Saint-Guibert comprenant 38 villages.
- La mairie de Grez comprenant 8 villages.
- Le territoire d’Enghien avec 9 villages dépendant du chef-lieu de Bruxelles.